# ASKO Kara
Association sportive de la Kozah Football Club, kortweg ASKO Kara genoemd, is een Togolese voetbalclub uit Kara.

## Geschiedenis
ASKO Kara werd in 1974 opgericht, na de hervorming van het Togolese voetbal, onder de naam Landja Club. Na fusies met diverse andere clubs uit Kara werd de naam eerst gewijzigd naar Tondja Club, vanaf 1981 werd de huidige naam ASKO Kara gehanteerd.
Bij de aanslag op het Togolees voetbalelftal op 8 januari 2010 kwam toenmalig coach van ASKO Kara, Améleté Abalo, om het leven.

## Erelijst
- Landskampioen

1988, 1989, 1996, 2007, 2019/20, 2021, 2022, 2023, 2024
- Beker van Togo

1975, 1976, 1987, 1995

## Resultaten in continentale wedstrijden
Toelichting op de tabel: #Q = #kwalificatieronde / #voorronde, #R = #ronde, PO = Play-off, Groep (?e) = groepsfase (+ plaats in de groep), 1/16 =  zestiende finale, 1/8 = achtste finale, 1/4 = kwartfinale, 1/2 = halve finale, TF = troostfinale, F = finale, T/U = Thuis/Uit, BW = Beslissingswedstrijd, W = Wedstrijd.

Uitslagen vanuit gezichtspunt ASKO Kara
| Seizoen | Competitie                      | Ronde | Land                  | Club                        | 1e W              | 2e W              | Totaalscore       |
| ------- | ------------------------------- | ----- | --------------------- | --------------------------- | ----------------- | ----------------- | ----------------- |
| 1976    | CAF Beker der Bekerwinnaars     | 1     | Vlag van Kameroen     | Tonnerre Yaoundé            | 1-2               | 0-3               | 1-5               |
| 1977    | CAF Beker der Bekerwinnaars     | 1     | Vlag van Gabon        | Anges ABC                   | 1-0               | 1-3               | 2-3               |
| 1988    | CAF Beker der Bekerwinnaars     | 1     | Vlag van Senegal      | ASC Jeanne d'Arc            | 0-3               | 1-2               | 1-5               |
| 1990    | Afrikaanse beker der kampioenen | Q     | Vlag van Burkina Faso | AS Faso-Yennenga            | 1-0               | 2-0               | 3-0               |
| 1990    | Afrikaanse beker der kampioenen | 1     | Vlag van Algerije     | JS Kabylie                  | 0-4               | 0-6               | 0-10              |
| 1996    | CAF Beker der Bekerwinnaars     | 1     | Vlag van Ivoorkust    | Stade d'Abidjan             | 2-1               | 1-4               | 3-5               |
| 1997    | CAF Cup                         | Q     | Vlag van Benin        | AS Dragons FC de l'Ouémé    | Gediskwalificeerd | Gediskwalificeerd | Gediskwalificeerd |
| 1997    | CAF Cup                         | 1     | Vlag van Tunesië      | Espérance Sportive de Tunis | 3-1               | 0-7               | 3-8               |
| 2008    | CAF Champions League            | Q     | Vlag van Kameroen     | Union Douala                | 3-1               | 1-0               | 4-1               |
| 2008    | CAF Champions League            | 1     | Vlag van Tunesië      | Club Africain               | 2-0               | 0-4               | 2-4               |
| 2020/21 | CAF Champions League            | Q     | Vlag van Ivoorkust    | RC Abidjan                  | 0-1               | 2-1               | 2-2 (u)           |
| 2021/22 | CAF Champions League            | 1Q    | Vlag van Liberia      | LPRC Oilers                 | 0-3               | 2-1               | 2-4               |